# Daniel Hernández Jr.
Daniel Hernández Jr. (sinh ngày 25 tháng 1 năm 1990) là một chính khách người Mỹ, người được bầu vào Hạ viện Arizona trong cuộc bầu cử năm 2016. Là thành viên của Đảng Dân chủ Arizona, ông phục vụ cùng với Rosanna Gabaldón tại Lập pháp Quận 2.

## Tuổi thơ
Ông sinh ra năm 1990, được sinh ra vào năm 1990 bởi Daniel Hernandez Sr. và Consuelo Quiñones Hernandez, một gia đình thuộc tầng lớp lao động đang gặp khó khăn ở Tucson, Arizona. Ông có hai em gái, Consuelo và đại diện nhà nước đồng hương, Alma.
Năm 2008, ông Hernandez tình nguyện tham gia chiến dịch tranh cử tổng thống của bà Hillary Clinton và cho chiến dịch tái tranh cử của bà Gabrielle Giffords. Ông tốt nghiệp Trường Trung học Sunnyside năm 2008 và bắt đầu học tại Đại học Arizona vào mùa thu. Vào năm 2011, khi còn là sinh viên của Đại học Arizona, Hernandez bắt đầu thực tập với văn phòng của Gabby Giffords. Trong tuần đầu tiên thực tập, Hernandez đã giúp đỡ trong một sự kiện "Quốc hội trên góc của bạn", kết thúc bằng một vụ ám sát cố nữ nghị sĩ Giffords. Sau khi Giffords bị bắn vào đầu, ngay lập tức, Hernandez nghĩ rằng vết thương ở đầu có thể khiến bà bị sặc máu, vì vậy ông bế bà lên và cầm máu cho đến khi nhân viên từ bên trong cửa hàng tạp hóa gần đó mang đến cho ông những vết bẩn. Khi làm như vậy, ông có công cứu mạng sống của nữ nghị sĩ. Cuối năm đó, ông được bầu vào hội đồng quản trị của Học khu thống nhất Sunnyside.